# Paradonea
Paradonea is een geslacht van spinnen uit de familie van de fluweelspinnen (Eresidae).

## Soorten
- Paradonea parva (Tucker, 1920)
- Paradonea splendens (Lawrence, 1936)
- Paradonea striatipes Lawrence, 1968
- Paradonea variegata (Purcell, 1904)